# Yu Jingyao
Yu Jingyao (Pekín, 13 de febrero de 1999) es una nadadora china. Compitió en los 200 metros braza en los Juegos Olímpicos de 2016.